# Karel Skalička
Pour les articles homonymes, voir Skalička.
Karel puis Carlos Skalička est un joueur d'échecs tchécoslovaque puis argentin né le 1er novembre 1896 à Prague et mort le 30 décembre 1979 à Buenos Aires.

## Biographie et carrière
Né à Prague en 1896, Karel Skalička était avocat de profession et catholique de religion. Il participa à la Première Guerre mondiale. En 1924, Karel Skalička représenta la Tchécoslovaquie à Paris lors de la création de la Fédération internationale des échecs. Lors de l'olympiade d'échecs officieuse de 1924 à Paris, il marqua 6 points sur 13 et l'équipe de Tchécoslovaquie remporta la première place. En 1923-1924, il remporta le tournoi de Prague. En 1926, il finit premier ex æquo du troisième mémorial Kautsky à Prague.
Il représenta la Tchécoslovaquie lors de trois olympiades officielles (en 1931, 1933 et 1939) et remporta la médaille d'argent par équipe lors de l'Olympiade d'échecs de 1933 à Folkestone (il jouait comme échiquier de réserve remplaçant et marqua 3 points sur 5). En 1931, il remporta la médaille de bronze par équipe et la médaille d'or individuelle à l'échiquier de réserve avec 10,5 points marqués en 14 parties. En 1939, en Argentine à Buenos Aires, il marqua 3,5 points sur 8 et l'équipe de Tchécoslovaquie finit sixième de la compétition.
Après l'Olympiade d'échecs de 1939, il fit partie des joueurs qui décidèrent de rester en Argentine après le déclenchement de la Seconde Guerre mondiale. En 1945, il finit deuxième du tournoi de Quilmes, puis premier ex æquo du tournoi de Buenos Aires (Cercle d'échecs La Régence). Problémiste, Skalička publie des articles théoriques et techniques sur les études de finales d'échecs. En Argentine, il dirigea comme arbitre et organisateur tous les concours d'études qui se déroulent en Argentine jusqu'à 'en 1970.
Il est mort en décembre 1979 à Buenos Aires.